# Wolfgang Schall
Wolfgang Schall (ur. 31 marca 1916 w Konstancji, zm. 1997) – niemiecki polityk, wojskowy i nauczyciel akademicki, poseł do Parlamentu Europejskiego I kadencji.

## Życiorys
Służył w Bundeswehrze, gdzie doszedł do stopnia brygadiera w Bonn. Był liderem antykomunistycznej organizacji Liga Światowa w Republice Federalnej Niemiec. Zaangażował się w działalność polityczną w ramach Unii Chrześcijańsko-Demokratycznej. Od 1971 do 1973 był historycznie pierwszym sekretarzem generalnym w Badenii-Wirtembergii, w regionalnym zarządzie pozostał do 1977. Później był m.in. liderem CDU w powiecie Böblingen. W 1976 bez powodzenia kandydował do Bundestagu. W 1979 uzyskał mandat posła do Parlamentu Europejskiego. Przystąpił do Europejskiej Partii Ludowej, należał do Komisji ds. Młodzieży, Kultury, Edukacji, Informacji i Sportu oraz Komisji ds. Kwestii Politycznych. Odszedł z polityki po wyborach w 1984, później obronił doktorat.
Był żonaty. Pod koniec życia przeprowadził się z powrotem nad Jezioro Bodeńskie, gdzie zmarł w 1997. Odznaczono go Krzyżem Oficerskim Orderu Zasługi Republiki Federalnej Niemiec oraz Krzyżem Żelaznym I i II Klasy.